# Campeonato da Europa de Atletismo de 2018 - 5000 m feminino
A prova dos 5000 metros feminino do Campeonato da Europa de Atletismo de 2018 foi disputada no dia 12 de agosto de 2018 no Estádio Olímpico de Berlim em Berlim,  na Alemanha. 

## Recordes
Antes desta competição, os recordes mundiais e do campeonato nesta prova eram os seguintes:
|                       | Nome              | Nacionalidade | Tempo    | Local     | Data                |
| --------------------- | ----------------- | ------------- | -------- | --------- | ------------------- |
| Recorde mundial       | Tirunesh Dibaba   | Etiópia       | 14m11s15 | Oslo      | 6 de junho de 2008  |
| Recorde do campeonato | Elvan Abeylegesse | Turquia       | 14m56s18 | Barcelona | 1 de agosto de 2010 |
| Recorde europeu       | Sifan Hassan      | Países Baixos | 14m22s34 | Mônaco    | 13 de julho de 2018 |

Os seguintes recordes foram estabelecidos durante esta competição: 
| Data         | Evento | Atleta       | Nacionalidade | Tempo      | Notas                 |
| ------------ | ------ | ------------ | ------------- | ---------- | --------------------- |
| 12 de agosto | Final  | Sifan Hassan | Países Baixos | 14m 46s 12 | Recorde do campeonato |

## Medalhistas
| Ouro               | Prata                 | Bronze            |
| Sifan Hassan (NED) | Eilish McColgan (GBR) | Yasemin Can (TUR) |

## Cronograma
Todos os horários são locais (UTC+2).
| Data         | Hora  | Evento |
| ------------ | ----- | ------ |
| 12 de agosto | 20:15 | Final  |

## Resultado
| Posição           | Atleta                  | Nacionalidade | Tempo    | Notas                 |
| ----------------- | ----------------------- | ------------- | -------- | --------------------- |
| Medalha de ouro   | Sifan Hassan            | Países Baixos | 14:46.12 | Recorde do campeonato |
| Medalha de prata  | Eilish McColgan         | Grã-Bretanha  | 14:53.05 |                       |
| Medalha de bronze | Yasemin Can             | Turquia       | 14:57.63 | Recorde da temporada  |
| 4                 | Konstanze Klosterhalfen | Alemanha      | 15:03.73 | Recorde da temporada  |
| 5                 | Melissa Courtney        | Grã-Bretanha  | 15:04.75 | Recorde pessoal       |
| 6                 | Susan Krumins           | Países Baixos | 15:09.65 | Recorde da temporada  |
| 7                 | Ancuța Bobocel          | Roménia       | 15:16.13 | Recorde pessoal       |
| 8                 | Maureen Koster          | Países Baixos | 15:21.64 |                       |
| 9                 | Charlotta Fougberg      | Suécia        | 15:24.36 |                       |
| 10                | Stephanie Twell         | Grã-Bretanha  | 15:41.10 |                       |
| 11                | Katarzyna Rutkowska     | Polónia       | 15:41.52 |                       |
| 12                | Paulina Kaczyńska       | Polónia       | 15:49.21 |                       |
| 13                | Louise Carton           | Bélgica       | 15:53.27 |                       |
| 14                | Denise Krebs            | Alemanha      | 16:07.98 |                       |
| 15                | Yuliya Shmatenko        | Ucrânia       | 16:41.37 |                       |
| 16                | Linn Nilsson            | Suécia        | DNF      |                       |
| 16                | Hanna Klein             | Alemanha      | DNF      |                       |
| 18                | Nada Pauer              | Áustria       | DSQ      | 163.5 (c)             |
| 18                | Lonah Chemtai Salpeter  | Israel        | DSQ      | 163.5 (c)             |

Legenda
| Recorde mundial       | Recorde mundial (World record)               |                       | Recorde africano                      | Recorde africano (African) |                                           | Q | Classificado por posição (Qualified) |
| Recorde do campeonato | Recorde do campeonato (Championship record)  | Recorde da América    | Recorde da América (Americas)         | q                          | Classificado por melhor tempo (Qualified) |   |                                      |
| Melhor marca do ano   | Melhor marca do ano (World leading)          | Recorde asiático      | Recorde asiático (Asian)              | DNS                        | Não largou (Did not start)                |   |                                      |
| Recorde nacional      | Recorde nacional (National record)           | Recorde europeu       | Recorde europeu (European)            | DNF                        | Não terminou (Did not finish)             |   |                                      |
| Recorde pessoal       | Recorde pessoal do atleta (Personal best)    | Recorde da Oceania    | Recorde da Oceania (Oceania)          | DSQ / DQ                   | Desclassificado (Disqualified)            |   |                                      |
| Recorde da temporada  | Recorde da temporada do atleta (Season best) | Recorde sul-americano | Recorde sul-americano (South America) | NM                         | Sem marca (No mark)                       |   |                                      |